# Halowe Mistrzostwa Europy w Lekkoatletyce 1981 – skok w dal kobiet
Skok w dal kobiet – jedna z konkurencji technicznych rozgrywanych podczas halowych lekkoatletycznych mistrzostw Europy w Palais des Sports w Grenoble. Rozegrano od razu finał 21 lutego 1981. Zwyciężyła reprezentantka Republiki Federalnej Niemiec Karin Hänel, która ustanowiła nieoficjalny halowy rekord świata skokiem na odległość 6,77 m. Tytułu zdobytego na poprzednich mistrzostwach nie broniła Anna Włodarczyk z Polski.

## Rezultaty

### Finał
Rozegrano od razu finał, w którym wzięło udział 10 zawodniczek.

Opracowano na podstawie materiału źródłowego.
| Poz. | Zawodniczka       | Reprezentacja  | Próby | Próby | Próby | Próby | Próby | Próby | Wynik | Uwagi |
| Poz. | Zawodniczka       | Reprezentacja  | 1     | 2     | 3     | 4     | 5     | 6     | Wynik | Uwagi |
| ---- | ----------------- | -------------- | ----- | ----- | ----- | ----- | ----- | ----- | ----- | ----- |
| 01 ! | Karin Hänel       | RFN            | x     | x     | 6,22  | 6,77  | x     | x     | 6,77  | WR    |
| 02 ! | Sigrid Heimann    | NRD            | x     | 6,66  | x     | 5,88  | 6,50  | 6,47  | 6,66  |       |
| 03 ! | Jasmin Fischer    | RFN            | 6,05  | 6,25  | 6,43  | 6,65  | 6,49  | 4,52  | 6,65  |       |
| 4.   | Tetiana Skaczko   | ZSRR           | 6,60  | 6,59  | 6,49  | x     | 6,48  | x     | 6,60  |       |
| 5.   | Christina Sussiek | RFN            | x     | x     | 6,57  | x     | 6,60  | x     | 6,60  |       |
| 6.   | Lena Humlebæk     | Dania          | 6,09  | x     | 6,35  | x     | x     | 6,40  | 6,40  |       |
| 7.   | Edine van Heezik  | Holandia       |       |       |       |       |       |       | 6,36  |       |
| 8.   | Dorthe Rasmussen  | Dania          |       |       |       |       |       |       | 6,30  |       |
| 9.   | Hana Tasová       | Czechosłowacja |       |       |       |       |       |       | 6,13  |       |
| 10.  | Lena Wallin       | Szwecja        |       |       |       |       |       |       | 5,92  |       |